# Algemene Directie Statistiek - Statistics Belgium
Statbel is het Belgische statistiekbureau. De juridische benaming is Algemene Directie Statistiek - Statistics Belgium (afgekort AD Statistiek). Vroegere gebruikte benamingen zijn Nationaal Instituut voor de Statistiek (NIS) en Algemene Directie Statistiek en Economische Informatie. Statbel is een van de algemene directies van de (Belgische) Federale Overheidsdienst Economie, K.M.O., Middenstand en Energie. Het heeft zijn hoofdzetel in North Gate III, Koning Albert II-laan 16 te Brussel.
Statbel voert enquêtes uit bij huishoudens en ondernemingen in België, benut en bewerkt bestaande administratieve databanken (het Rijksregister), publiceert deze gegevens op zijn website en bezorgt ze aan Belgische en internationale overheden en organisaties. Ook kunnen derden beroep doen op de statistische kennis. Bovendien is Statbel het officiële Belgische aanspreekpunt voor internationale instellingen zoals Eurostat en OESO.

## Opdracht en taken
De basisopdracht van de Statbel is het verzamelen, verwerken en verspreiden van betrouwbare cijfergegevens over de Belgische samenleving.
Dat doet Statbel op een objectieve en onafhankelijke manier.
'Verzamelen' betekent het opzoeken van gegevens bij economische of sociale actoren. Dat gebeurt via rechtstreekse of onrechtstreekse bevraging. Bij enquêtes worden de respondenten rechtstreeks bevraagd door de enquêteurs. De onrechtstreekse bevraging maakt gebruik van administratieve bestanden (RSZ, btw, Kruispuntbank van Ondernemingen, Kruispuntbank van de Sociale Zekerheid etc.). Deze methode wordt meer en meer gebruikt en vermindert de lasten en kosten voor ondernemingen en particulieren.
'Verwerken' van statistische informatie betekent in de eerste plaats het kritisch evalueren van die informatie. Daarna volgt het verifiëren en valideren van de antwoorden door controle van de degelijkheid en de waarschijnlijkheid ervan. Vervolgens stelt Statbel synthesetabellen op met de basisgegevens. Door verschillende soorten informatie samen te brengen en te vergelijken voegt Statbel een meerwaarde toe aan de oorspronkelijke cijfers. 
‘Verspreiden’ betekent het toegankelijk maken van de verzamelde informatie (uiteraard binnen de regels betreffende de bescherming van de persoonlijke levenssfeer) voor een zo ruim mogelijk publiek.

## Enquêtes
Enkele van de door Statbel georganiseerde enquêtes zijn: de Enquête naar de Arbeidskrachten (EAK), de Enquête naar de inkomens en levensomstandigheden (SILC), de Enquête naar de structuur en de verdeling van de lonen, de Enquête naar de structuur van de ondernemingen, de landbouwenquêtes, de Census 2011 (de vroegere "Volkstelling"), het huishoudbudgetonderzoek en de vacature-enquête.
De organisatie werkt tevens mee aan enkele belangrijke enquêtes van andere instellingen. Voorbeelden zijn de Gezondheidsenquête en de Nationale voedselconsumptiepeiling van het Wetenschappelijk Instituut Volksgezondheid en het Tijdsbudgetonderzoek van de onderzoeksgroep TOR van de Vrije Universiteit Brussel. Andere overheidsinstellingen kunnen een beroep doen op de methodologische expertise van Statbel.

## Leiding
Vanaf 15 april 2024 is Marie Vandresse Directrice-generaal
van Statbel. Zij komt over van het Federaal Planbureau en volgde Philippe Mauroy op, die Directeur-generaal ad interim was van juni 2021 tot en met 14 april 2024. Vorige directeurs waren Dominique De Baets (waarnemend DG), Nico Waeyaert, Niko Demeester, Regis Massant (waarnemend DG), Fernand Sonck (waarnemend DG), Hans D'Hondt, Claude Chéruy en Annie Versonnen (waarnemend DG).

## Naamsverandering
Op 20 november 2003 (en met terugwerkende kracht vanaf 1 januari 2003) werd de benaming Nationaal Instituut voor de Statistiek officieel gewijzigd in Algemene Directie Statistiek en Economische Informatie. Op 27 maart 2014 werd de naam opnieuw gewijzigd, dit keer in Algemene Directie Statistiek - Statistics Belgium. Voor alle externe communicatie gebruikt het statistiekbureau sinds 1 januari 2018 de naam 'Statbel'. Maar ook de benaming Nationaal Instituut voor de Statistiek en het acroniem NIS duiken nog heel af en toe op, onder andere in de context van de NIS-code (ook "REFNIS-code"), die nog steeds onder die naam bestaat.